# ラメルハート賞
人間の認知の理論的基礎への貢献を称えるデービッド・Ｅ・ラメルハート賞（にんげんのにんちのりろんてききそへのこうけんをたたえる-しょう、David E. Rumelhart Prize for Contributions to the Theoretical Foundations of Human Cognition）、略してラメルハート賞（Rumelhart Prize）は、認知科学者デビッド・Ｅ・ラメルハートの業績を記念して設けられた認知科学の賞である。

## 概要
認知科学におけるノーベル賞に相当する栄誉として2001年に創設された（そこから「認知科学のノーベル賞」とも呼ばれる）。毎年一人（またはチーム）の「人間の認知の理論的基礎へと大きな現代的貢献をなした個人またはチーム」へ贈られ、授賞式は毎年「米国認知科学会大会（CogSci または CSS とも略される）」を舞台とし、受賞者が受賞記念講演を行う習わしである。受賞者は賞金10万ドルを受け取る。授賞式の締めくくりに翌年の受賞者が発表される。賞に基金提供したのはグルシュコ・サミュエルソン財団(The Glushko-Samuelson Foundation)である。
ラメルハート賞委員会は米国認知科学会とは独立である。といっても、認知科学会がこの賞に関心を寄せる大勢の人を擁しているのは言うまでもない。

## 選考委員会
2022年現在、ラメルハート賞選考委員会は以下のメンバーである。
- リチャード・クーパー（委員長）
- デドレ・ゼントナー（英語版）
- ロバート・J・グルシュコ
- タニア・ロンブローゾ（英語版）
- スティーブン・Ｔ・ピアンタドシ
- ジェシー・スネデカー

## 受賞者
| Year | Recipients                     | Key contributions | Affiliated institute(s) |
| ---- | ------------------------------ | --- | --- |
| 2001 | ジェフリー・ヒントン           | バックプロパゲーションの応用, ボルツマンマシン                                                                               | トロント大学, Google AI, カリフォルニア大学サンディエゴ校, カーネギーメロン大学, ユニヴァーシティ・カレッジ・ロンドン, エディンバラ大学 |
| 2002 | リチャード・シフリン           | アトキンソン-シフリン記憶モデル, Retrieving Effectively From Memory model                                                    | インディアナ大学システム |
| 2003 | アラビンド・ジョシ             | 木接合文法 formalism, Centering Theory                                                                                       | ペンシルベニア大学 |
| 2004 | ジョン・R・アンダーソン        | Adaptive Control of Thought—Rational theory                                                                                  | カーネギーメロン大学, イェール大学 |
| 2005 | ポール・スモレンスキー         | Integrated Connectionist/Symbolic (ICS) architecture                                                                         | ジョンズ・ホプキンズ大学, マイクロソフトリサーチ, カリフォルニア大学サンディエゴ校                                                      |
| 2006 | ロジャー・シェパード           | 多次元尺度構成法, Universal Law of Generalization, theories on メンタルローテーション                                        | スタンフォード大学 |
| 2007 | ジェフリー・エルマン           | TRACE model, Simple 回帰型ニューラルネットワーク (SRNN)                                                                      | カリフォルニア大学サンディエゴ校 |
| 2008 | シモン・ウルマン               | Theories of motion perception, application of visual routines, saliency maps                                                 | ワイツマン科学研究所, Israel, マサチューセッツ工科大学                                                                                  |
| 2009 | スーザン・ケアリー             | Theories of conceptual development and language development, fast mapping                                                    | ハーバード大学, マサチューセッツ工科大学, ニューヨーク大学                                                                              |
| 2010 | ジェームズ・マクレランド       | 並列分散処理, application of コネクショニズム models in cognition                                                            | スタンフォード大学, カーネギーメロン大学,                                                                                               |
| 2011 | ジューディア・パール           | The probabilistic approach to 人工知能, 確率伝搬法                                                                           | カリフォルニア大学ロサンゼルス校, プリンストン大学, Electronic Memories, Inc.                                                           |
| 2012 | ピーター・ダヤン               | ベイズ推定 の計算論的神経科学への応用, Q学習 アルゴリズム, wake-sleep algorithm, Helmholtz machine                           | Max Planck Institute for Biological Cybernetics, ユニヴァーシティ・カレッジ・ロンドン, マサチューセッツ工科大学                         |
| 2013 | リンダ・Ｂ・スミス             | 認知発達、early word learning、shape bias への力学系アプローチ                                                               | Indiana University |
| 2014 | レイ・ジャッケンドフ           | Conceptual semantics, 生成音楽理論                                                                                           | タフツ大学, ブランダイス大学 |
| 2015 | マイケル・Ｉ・ジョーダン       | Latent Dirichlet allocation, variational methods for approximate inference, expectation-maximization algorithm               | カリフォルニア大学バークレー校, カリフォルニア大学サンディエゴ校, マサチューセッツ工科大学                                              |
| 2016 | デドレ・ゼントナー             | Structure-Mapping Theory of analogical reasoning, theories of メンタルモデル, kind world hypothesis                          | ノースウェスタン大学, イリノイ大学アーバナ・シャンペーン校, Bolt Beranek and Newman, Inc, ワシントン大学 (ワシントン州)                 |
| 2017 | ライラ・Ｌ・グレイトマン       | 言語獲得と発達心理言語学の諸理論、とりわけ syntactic bootstrapping 理論                                                      | University of Pennsylvania |
| 2018 | マイケル・タネンハウス         | Theories of language comprehension, notably the visual world paradigm                                                        | ロチェスター大学, ウェイン州立大学 |
| 2019 | ミシュリーン・チー             | Self-explanation, アクティブラーニング の ICAP 理論                                                                          | アリゾナ州立大学, |
| 2020 | スタニスラス・ドゥアンヌ       | Theories of numerical cognition, neural basis of reading, neural correlates of consciousness                                 | フランス国立衛生医学研究所(INSERM), コレージュ・ド・フランス                                                                            |
| 2021 | スーザン・ゴールディン・メドウ | Innateness of language, gestural systems of communication                                                                    | シカゴ大学 |
| 2022 | マイケル・トマセロ             | Functional theories of language development, uniqueness of human social cognition, namely the collective intentionality.     | デューク大学, マックス・プランク進化人類学研究所, ライプツィヒ大学, エモリー大学                                                        |
| 2023 | ニック・チェイター             | 認知科学を支える根本原理の三十年にわたる幅広い探求（推論、意思決定、言語の理解・獲得・進化、社会相互作用の仮想交渉理論など） | ウォーリック大学 |
| 2024 | Alison Gopnik                  | | カリフォルニア大学バークレー校 |
| 2025 | Nora S. Newcombe               | | テンプル大学 |
| 2026 | Douglas L. Medin               | | ノースウェスタン大学 |